# スポーツタイム
『スポーツタイム』は、NHK総合テレビジョンで1988年4月 - 1990年3月（第1期）と1993年4月 - 1995年3月（第2期）の2期に分けて放送されたスポーツニュース番組。主に深夜枠のニュースワイド番組の無い時期に放送されていた。

## 第1期

### 1988年4月 - 1989年3月
- 毎週土曜日22:00 - 22:25を原則として放送。
- それまで月曜 - 土曜深夜に放送されていた『NHKナイトワイド』が、1988年春の改編で開始された平日の大型ニュース番組『NHKニュースTODAY』に吸収される形で終了したため、同番組における土曜日のスポーツ枠を引き継ぐ形でスタートした。『サンデースポーツ』（当時の番組名はサンデースポーツスペシャル）の兄弟番組としての役割も担うことになる。
- 司会は、前身であるナイトワイド土曜日から引き続き中村克洋。中村は当時サンデースポーツスペシャルにも出演していた。

### 1989年4月 - 1990年3月
- 帯番組となり、日曜日を除く毎日22:45 - 23:00、土曜日のみ23:10まで放送。
- 深夜のニュース番組『NHKナイトニュース』（1988年10月 - 1990年3月）からスポーツニュース部分を独立、平日の放送が開始された。実質的には『銀河テレビ小説』が終了（1989年3月）したのに伴う、プライムタイム枠の継承帯番組である。なお、スポーツニュースの単体帯番組としては『スポーツアワー』以来。なお、日曜は『サンデースポーツタイム』（22時から23時）として放送していたので、実質上は全曜日対応の完全帯番組とも捉えられる。
- 司会者は平日は森中直樹、土曜日は梨田昌孝（元近鉄選手）とアシスタントとして三原渡が担当したが、まれに土曜日を森中が、平日を三原が代理で担当することがあった。
- 1990年春の改編時に平日深夜の総合ニュース番組『ミッドナイトジャーナル』の開始に伴い、同番組に吸収される形で終了、土曜日のみ『NHKサタデースポーツ』に移行した。

## 第2期
- 1993年4月 - 1995年3月の平日に2年間放送。放送時間は22:45 - 23:00、94年4月から22:40 - 22:55。
- 司会は藤井康生。
- 『ミッドナイトジャーナル』の終了により、再度スポーツ枠が独立番組となり番組が復活。
- 1993年度のオープニング映像は同時期の『サタデースポーツ』および『サンデースポーツ』のタイトルクレジット違いとなっていたが、1994年度はニュース映像をバックにした独自のオープニングとなり、BGMに『Can't Undo This!!』（MAXIMIZOR）を使用していた。
- 1995年春の改編で『NHKニュース11』に吸収される形で終了。

## その後
これ以後は平日深夜のスポーツニュースは最終版のニュース番組への1コーナー内包が続いたが、2012年4月2日より、『Sportsプラス』（司会・小宮山晃義）がスタートし、17年ぶりにスポーツニュース単独の番組が登場。しかし、2016年春の番組改編で終了し、平日深夜のスポーツニュースは同時期開始の最終版ニュース番組『ニュースチェック11』への1コーナー内包となった。
また、2007年4月より4年間、土曜夜のスポーツニュース番組として『土曜スポーツタイム』（司会・一橋忠之）が放送され、スポーツタイムの題号が12年ぶりに使用された。